# Joachim Nicolas Eggert

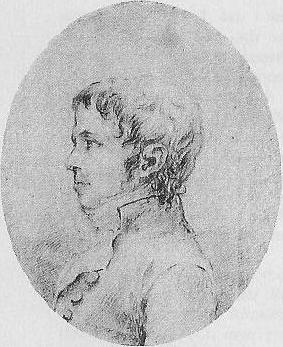
Joachim Nicolas Eggert

Joachim Nicolas Eggert (* 22. Februar 1779 in Gingst auf Rügen, seinerzeit zu Schwedisch-Pommern gehörend; † 14. April 1813 in Thomestorp, Östergötland, Schweden) war ein schwedischer Komponist und Dirigent.

## Leben
Eggerts Vorfahren waren 1773/1774 unter Johann Gottlieb Picht aus der Leibeigenschaft entlassen worden; seine Eltern waren der Schuhmachermeister Johann Hindrich Eggert und dessen Frau Barbara Maria Schinkel. Ab 1791 erhielt er durch den Organisten Johann Friedrich Dammas Unterricht im Violinspiel sowie am Klavier und auf der Harfe. In Stralsund setzte er 1794 bis 1800 seine Ausbildung in den Fächern Violine und Komposition bei Friedrich Gregor Kahlow (* um 1756; † 1815) fort. Dem schlossen sich von 1800 bis 1802 Studien der Musiktheorie bei Charles Louis Maucourt, Ferdinand Fischer und Friedrich Gottlob Fleischer in Braunschweig sowie 1802 in Göttingen bei Johann Nikolaus Forkel an.
1802 erhielt er seine erste Anstellung als Kapellmeister am Schweriner Hoftheater, noch im selben Jahr verließ er den Hof wieder und ging für fast ein Jahr zurück nach Gingst. Mitte 1803 wurde er als Violinist Mitglied des Königlichen Hoforchesters Schwedens. Erste Kompositionsaufträge folgten. Im Jahre 1807 wurde er zum Mitglied der Königlich Schwedischen Musikakademie ernannt; am 14. Mai im gleichen Jahr debütierte er als Dirigent in einem Konzert mit eigenen Kompositionen. In den Jahren 1808 bis 1812 wirkte er als Hofkapellmeister am Königlichen Hoforchester. Er starb 1813 im Alter von 34 Jahren an Tuberkulose.
Sein kompositorisches Schaffen umfasst Opern, Kantaten, Musikdramen und Sinfonien. Darüber hinaus komponierte er zahlreiche Auftragswerke für das Orchester des Schwedischen Hofes. Er führte Elemente des Wiener Klassizismus in die Musikkultur Schwedens ein. Im Rahmen seiner Tätigkeit als Kapellmeister nahm er erstmals Werke Beethovens in das Konzertrepertoire eines schwedischen Orchesters auf. Weiterhin machte er sich als Dirigent der Erstaufführungen von Haydns Die Jahreszeiten sowie Mozarts Zauberflöte in Schweden einen Namen.

## Werke (Auswahl)

### Opern
- Die Mohren in Spanien (1809)
- Svante Sture och Märta Leijonhufvud (1812)

### Sinfonien
- Sinfonie Nr. 1 in c-Moll (1805)
- Sinfonie Nr. 2 „Skjöldebrand“ in g-Moll (1806)
- Sinfonie Nr. 3 in Es-Dur (1807)
- Sinfonie Nr. 4 „Krieg und Frieden“ in c-Moll (1812)
- Sinfonie No. 5 d-Moll (Unvollendet)

### Kammermusik
- Streichquartette, Op. 1: Nr. 1 in G. Nr. 2 in f-Moll (c. 1810), Nr. 3 in F
- Streichquartette, Op. 2: Nr. 1 in Es-Dur. Nr. 2 in g-Moll, Nr. 3 in d-Moll
- Streichquartette, Op. 3: Nr. 1 in C-Dur. Nr. 2 in g, Nr. 3 in A
- Streichquartette, WoO in G, d-Moll, in A (ca. 1800) und in D (1810)
- Scherzo und Trio in g-Dur, für Streichquartett
- Fugue in D, für Streichquartett
- Streicher-Sextett in f-Moll (für 2 Violinen, 2 Violas, Cello und Doppelbass (ca. 1800–1810))
- Sextett in f-Moll (für Klarinette, French Horn, Violin, Cello und Doppelbass (1807))